# Оксид свинца(IV)
Окси́д свинца́(IV) (диокси́д свинца́, двуокись свинца, платтнерит) — бинарное неорганическое соединение свинца с кислородом, химическая формула — PbO2. Является высшим оксидом свинца. Представляет собой тёмно-коричневый тяжёлый порошок, имеющий тонкий характерный запах озона. В высоких концентрациях ядовит.
Встречающееся в старой литературе название «перекись свинца», «пероксид свинца» фундаментально неверно, поскольку в структуре соединения отсутствуют пероксидные группы [-O-O-].

## Химические свойства
Диоксид свинца существует в двух формах — β-PbO2 (тёмно-бордовый, тетрагональная сингония) и α-PbO2 (чёрный порошок, ромбическая сингония).
Диоксид свинца обладает сильными окислительными свойствами. Окисляет хлорид-анион до хлора из концентрированной соляной кислоты при нагревании:
{\displaystyle {\mathsf {PbO_{2}+4HCl\rightarrow PbCl_{2}+Cl_{2}+2H_{2}O}}}
Также окисляет соли марганца(II) в кислой среде до перманганата:
{\displaystyle {\mathsf {5PbO_{2}+2MnSO_{4}+3H_{2}SO_{4}\rightarrow 5PbSO_{4}+2HMnO_{4}+2H_{2}O}}}
Сера и фосфор при растирании с диоксидом свинца воспламеняются.

## Получение
Промышленный способ производства диоксида свинца заключается в обработке свинцового сурикa азотной кислотой и последующей промывке и сушке в вакууме.
{\displaystyle {\mathsf {Pb_{3}O_{4}+4HNO_{3}\rightarrow PbO_{2}+2Pb(NO_{3})_{2}+2H_{2}O}}}

## Применение
Диоксид свинца находит применение в качестве важного сиккатива, катализатора и окислителя в некоторых химических процессах. Также широко применяется в свинцово-сернокислотных аккумуляторах и гальванических элементах в качестве положительной электродной массы. Небольшое количество диоксида свинца используется в качестве покрытия электродов для электролизных процессов.

## Физиологическое действие и токсичность
- Как и многие другие соединения свинца, его диоксид в больших количествах очень токсичен.
- Будучи сильным окислителем, диоксид свинца PbO2 токсичен при попадании в организм в больших концентрациях. По токсикологии NFPA 704 оксиду свинца(IV) присвоена высшая токсичность. Симптомы отравления: боль в животе, спазмы, тошнота, рвота, головная боль. Острые отравления могут привести к мышечной слабости, металлическому привкусу во рту, потере аппетита, бессоннице, головокружению, шоку, коме и смерти в крайних случаях. Отравление также приводит к повышению уровня свинца в крови и моче. Контакт с кожей или глазами вызывает местное раздражение и боль.
- Предельно допустимая концентрация диоксида свинца в воздухе рабочей зоны составляет 0,01 мг/м³ (в пересчёте на свинец). Класс опасности - I (чрезвычайно опасное химическое вещество).
- Оксид свинца(IV) PbO2 опасен для окружающей среды.

## Нахождение в природе
Диоксид свинца встречается в природе в виде минерала платтнерита.